# Cockney

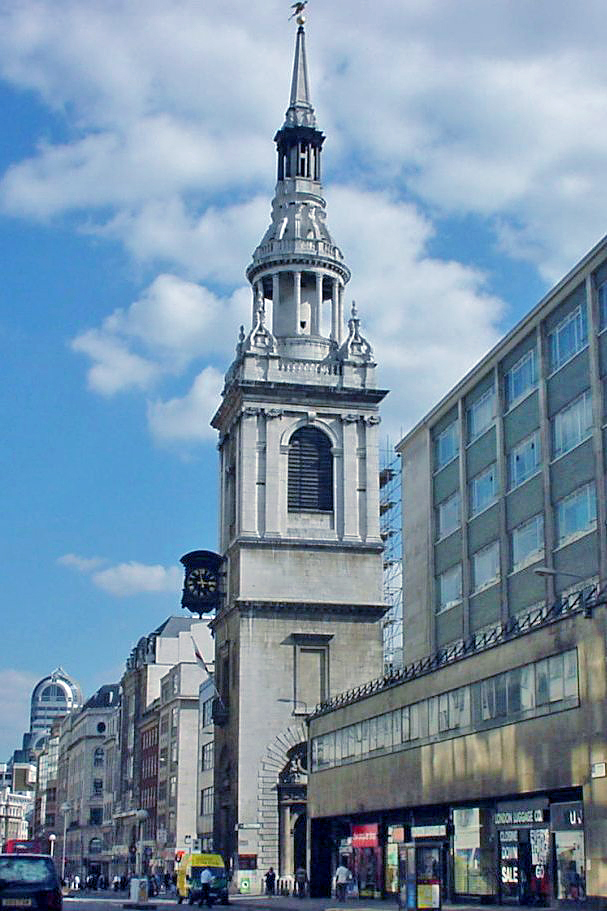
Biserica St Mary-le-Bow din East London.

Cockney este un termen din engleza britanică, care se referă atât la locuitorii Londrei care aparțin clasei muncitoare, în mod particular la cei din estul Londrei, cât și la jargonul folosit de aceștia în vorbire, așa numitul Cockney rhyming slang. Cuvântul este folosit prin extensie în expresia „cockney accent”, indicând modul în care clasa muncitoare a Londrei vorbește, prin diferențiere de alte categorii sociale ale societății engleze din capitala Angliei. 
Se spune adesea despre o persoană că este un/o "veritabil/ă cockney" dacă acea persoană este născută într-o zonă din jurul bisericii St Mary-le-Bow din Cheapside, East End, Londra, în care clopotele acestei biserici (numite Bow Bells) pot fi auzite. După terminarea celui de-al Doilea Război Mondial, aceste clopote faimoase au rămas tăcute până în 1961, din cauza amplului proces de renovare prin care biserica a trebuit să treacă după deteriorarea sa din timpul bombardamentului Londrei. 
Ca o consecință firească a creșterii continue a zgomotului de fond din capitala Angliei, zona de audibilitate a cunoscutelor Bow Bells s-a redus mereu. Inițial. această zonă cuprindea The City, Clerkenwell, Finsbury, Shoreditch, Hoxton, Stepney, Bethnal Green, Whitechapel, Shadwell, Bermondsey și Rotherhithe, deși, conform legendei lui Dick Whittington, clopotele puteau fi auzite chiar și în Highgate, care este efectiv departe.